# Диалект Шаньтоу

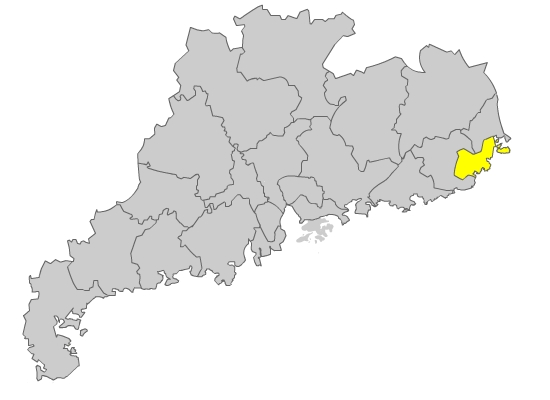
Шаньтоу, Гуандун

Шаньтоу (Сватоу) (кит.упр. 汕头话, кит.трад. 汕頭話) — это диалект, преимущественно распространённый в городе Шаньтоу региона Чаошань на востоке провинции Гуандун (КНР), а также среди чаошаньской диаспоры в различных регионах мира. Входит в южную ветвь миньских языков. Он наиболее схож с диалектом Чаочжоу (潮州话, англ. Teochew).
Диалект Шаньтоу сохранил много древнекитайских элементов в лексике и фонетике, утраченных в ряде других современных китайских языков. По этой причине многие лингвисты считают диалект Шаньтоу одним из консервативных диалектов.

## Фонология
Диалект Шаньтоу состоит из 18 инициалей, 61 римы (слогов) и 8 тонов

### Инициали
|                      |                    | Билабиальные (губно-губные) | Альвеолярные (переднеязычные) | Альвеолярные (переднеязычные) | Велярные (заднеязычные) | Глоттальные (смычные) |
| чистый               | шипящий \свистящий | Билабиальные (губно-губные) |                               |                               | Велярные (заднеязычные) | Глоттальные (смычные) |
| -------------------- | ------------------ | --------------------------- | ----------------------------- | ----------------------------- | ----------------------- | --------------------- |
| Назальные            | Назальные          | /m/ 毛                      | /n/ 腦                        |                               | /ŋ/ 俄                  |                       |
| Аффрикат/ Взрывной   | глухой             | /p/ 波                      | /t/ 刀                        | /ts/ 之                       | /k/ 哥                  | /ʔ/ 烏                |
| Аффрикат/ Взрывной   | придыхательный     | /pʰ/ 抱                     | /tʰ/ 天                       | /tsʰ/ 此                      | /kʰ/ 戈                 |                       |
| Аффрикат/ Взрывной   | звонкий            | /b/ 無                      |                               |                               | /g/ 鵝                  |                       |
| Фрикативный/ Щелевой | глухой             |                             |                               | /s/ 思                        |                         |                       |
| Фрикативный/ Щелевой | звонкий            |                             | /l/ 羅                        | /z/ 入                        |                         | /h/ 何                |

### Тоны
| №           | 1                  | 2                                            | 3                                     | 4                                  | 5                               | 6                                              | 7                                       | 8                                    |
| Тоны        | низкий ровный 陰平 | низкий нисходяще-восходящий dark rising 陰上 | низкий нисходящий dark departing 陰去 | низкий входящий dark entering 陰入 | высокий ровный light level 陽平 | высокий нисходяще-восходящий light rising 陽上 | высокий нисходящий light departing 陽去 | высокий входящий light entering 陽入 |
| Контур тона | ˧ (33)             | ˥˧ (53)                                      | ˨˩˧ (213)                             | ˨ (2)                              | ˥ (55)                          | ˧˥ (35)                                        | ˩ (11)                                  | ˥ (5)                                |
| Пример      | 詩                 | 死                                           | 四                                    | 薛                                 | 時                              | 是                                             | 示                                      | 蝕                                   |

### Изменение тонов (сандхи)
Диалект Шаньтоу имеет крайне строгую зависимость звука от места его расположения в слове (сандхи). Правила сандхи не распространяются только на последний слог. Правила двухсложного тонального сандхи показаны в таблице ниже:
| Начальный тон      | Тон сандхи |
| ------------------ | ---------- |
| dark level 33      | 23         |
| light level 55     | 21         |
| dark rising 53     | 35         |
| light rising 35    | 21         |
| dark departing 213 | 55         |
| light departing 11 | 12         |
| dark entering 2    | 5          |
| light entering 5   | 2          |